# Kwai Tsing
Kwai Tsing is een district in Hongkong, gelegen in het zuidwesten van de New Territories. De naam is afgeleid van de twee delen waaruit het district bestaat, namelijk Kwai Chung en Tsing Yi Island. Tot 1985 maakte Kwai Tsing nog deel uit van het district Tsuen Wan.
Het is een nog overwegend landelijk gebied. Door de grote reliëfverschillen is het van nature niet zo geschikt voor bewoning. Omwille van de extreme concentratie van bevolking op Hong Kong Island en Kowloon, heeft men hier toch acht New towns naar Brits model gebouwd. Deze New Towns vangen de nog steeds snel groeiende bevolking op. In 2006 had het district al 523.300 inwoners. Zowel lichte als zware industrie spelen een grote rol in Kwai Tsing.